# جبران (اسم)
جبران هو اسم علم مذكر من أصل عربي، ومعناه هو الإصلاح التلافي التعويض، ومساعد الفقراء.

## شخصيات تحمل الاسم
- جبران الجبران (26 ديسمبر 1974 – )
- جبران باسيل (سياسي لبناني، 21 يونيو 1970 – )
- جبران تويني (صحفي لبناني، – 1948)
- جبران خليل جبران (شاعر من مدرسة المهجر، 6 يناير 1883[3][4][5] – 10 أبريل 1931[3][4][5])
- جبران عريجي (سياسي لبناني، 1951 – 9 يناير 2019)
- جبران غسان تويني (عضو مجلس النواب اللبناني، 17 سبتمبر 1957 – 13 ديسمبر 2005)
- جبران كورية (1929 – 2008)
- جبران مجاهد يحيى أبو شوارب (سياسي يمني، 17 يوليو 1967 – )
- جبران هداية

## وصلات خارجية
- موسوعة السلطان قابوس لأسماء العرب نسخة محفوظة 5 أبريل 2019 على موقع واي باك مشين.